# Bird Call!: The Twin City Stomp Of The Trashmen
Bird Call!: The Twin City Stomp Of The Trashmen es el más completo de los trabajos de esta gran banda de Surf Rock, The Trashmen contiene cuatro CD con recopilaciones, extras, lo mejor de la banda, etc.
Es el pack-álbum más completo de la banda, tiene todos los éxitos y muchas canciones en cuatro CD para coleccionista. Este es uno de los mejores trabajos y uno de los más positivos. En estos cuatro discos no aparece toda la discografía de The Trashmen porque no hay ni una sola canción del álbum Comic Book Collector.

## Miembros
- Tony Andreason - Voz, guitarra líder
- Dal Winslow - Voz, guitarra rítmica
- Bob Reed - Bajo
- Steve Wahrer (†1989) - Cantante, Batería (sustituido por Mark Andreason)

- Datos: Q5728996